# Amstrad CPC 6128

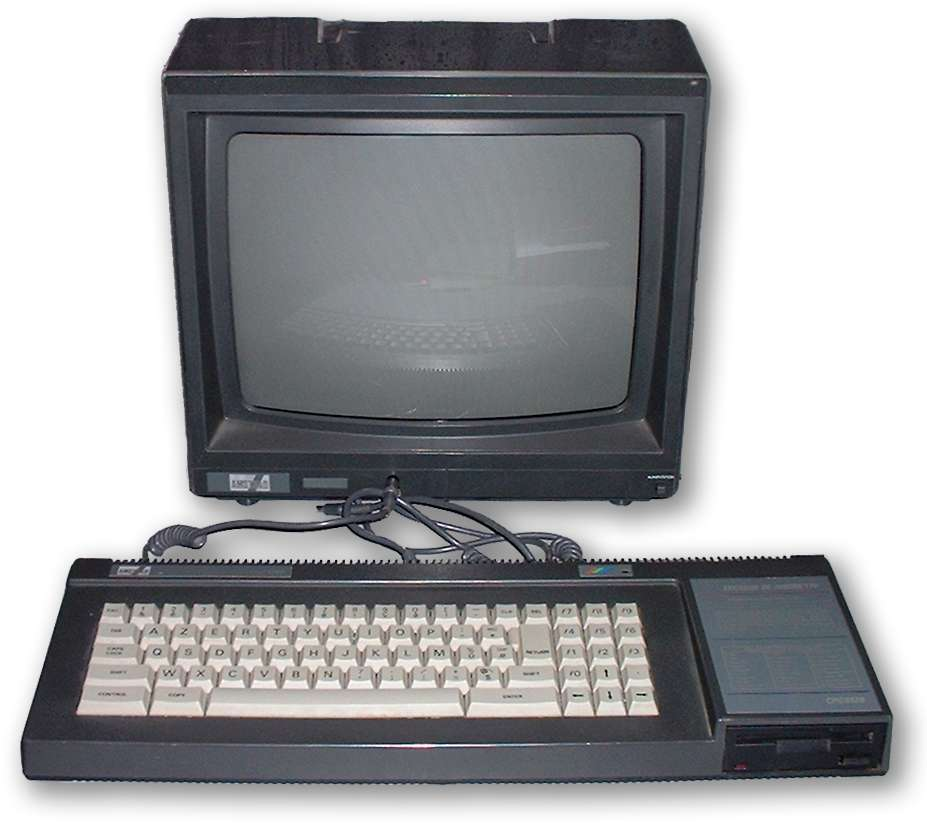
Amstrad CPC 6128

Amstrad CPC 6128 je počítač z rodiny počítačů Amstrad CPC. Jedná se následníka počítače Amstrad CPC 664. Počítač existuje i ve vylepšené verzi označené jako Amstrad 6128plus (u označení plusové řady nebyla používaná zkratka CPC). Amstrad 6128plus nebyl úplně kompatibilní s Amstrad CPC 6128.

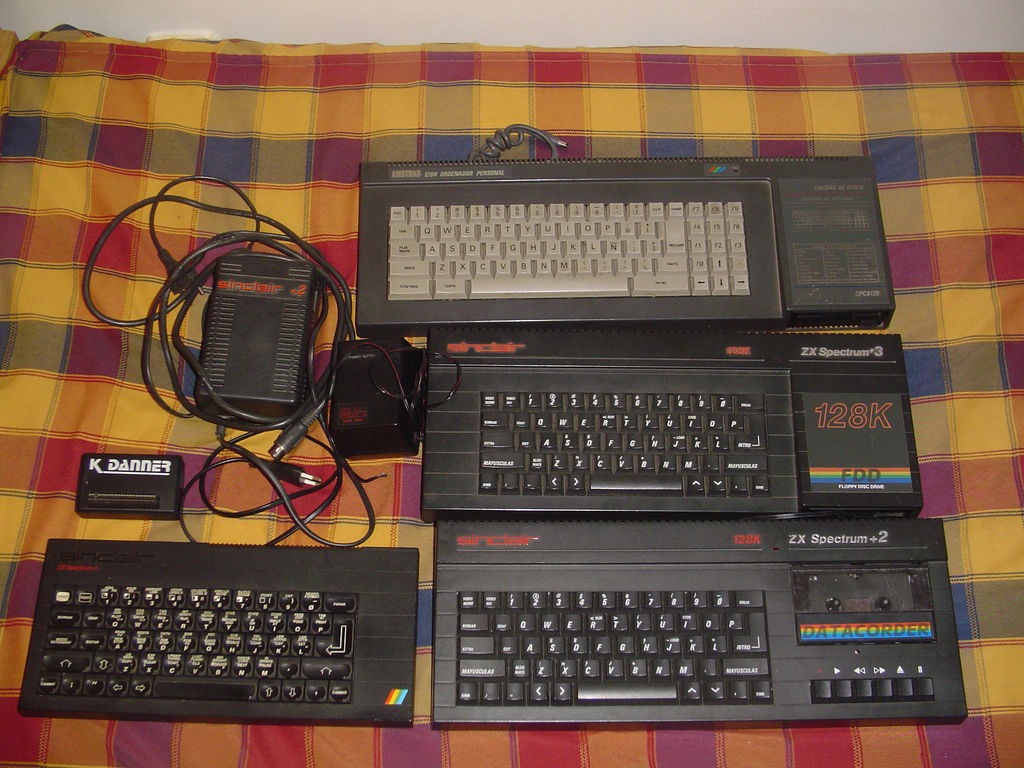
Porovnání vzhledu počítačů Amstrad CPC 6128 a
ZX Spectrum +3. Další počítače jsou ZX Spectrum +2A a ZX Spectrum+

Počítač má stejné vlastnosti jako jeho předchůdce, liší se pouze velikostí paměti RAM a odlišným vzhledem.

## Grafika
Počítač má tři grafické režimy
- 160 x 200, 16 barev,
- 320 x 200, 4 barvy,
- 640 x 200, 2 barvy.[4]

Počítač má nastavitelnou barevnou paletu, je možné nastavit, které barvy jsou aktuálně používány. Stejně tak je možné nastavit barvu okraje. Teoreticky je možné vybírat z palety 32 barev, fakticky je barev pouze 27, zbývající jsou pouze duplikáty v paletě již existujících barev. Barvy jsou určeny nastavením jednotlivých složek RGB, kdy každá složka je buď vypnutá, zapnutá s poloviční intenzitou nebo zapnutá s plnou intenzitou.
Amstrad 6128plus má barevnou paletu o rozsahu 4096 barev, kdy intenzita každé složky RGB může být nastavena na jednu z 16 možných intenzit. Amstrad 6128plus má navíc podporu sprajtů, scrollování a rozdělování obrazu.

## Technické informace
- procesor: Z80A, taktovací frekvence 4 MHz,[5]
- paměť RAM: 128 KiB,
- paměť ROM: 48 KiB,
- hudební čip: AY-3-8912,
- paralelní port pro tiskárnu,
- port pro digitální joysticky.

K počítači je možné připojit dva joysticky prostřednictvím jediného konektoru. K připojení dvou joysticků je tak nutné buď použít rozdvojovací kabel nebo v případě digitálního joysticku joystick JY-2, který obsahuje konektor pro připojení druhého joysticku.
Amstrad 6128plus má navíc ještě port pro analogové joysticky. Má také zvláštní konektor pro druhý digitální joystick, nicméně připojení dvou joysticků do jednoho konektoru jako u CPC 6128 je také možné.

### Stránkování paměti
Protože procesor Z80 umožňuje adresovat pouze 64 KiB paměti, je celá paměť o velikosti 176 KiB rozdělena na stránky o velikosti 16 KiB, které se připínají do adresového prostoru procesoru.
Jednotlivé stránky paměti RAM lze do adresového prostoru procesoru připojit v jedné z osmi možných konfigurací. Od adresy 0 do adresy 16383 je možné připojit jednu stránku paměti ROM (ROM D), zbývající dvě stránky paměti ROM (ROM 0 a ROM 7) je možné připojit od adresy 49152 do adresy 65535. Technicky je umožněna existence až 256 stránek paměti ROM připojitelných od adresy 49152, v samotném počítači jsou obsazeny pouze stránky 0 a 7, ostatní mohou být využity periferiemi.
|  | 65535 49152 | RAM 3 |  | RAM 7 |  | RAM 7 |  | RAM 7 |  | RAM 3 |  | RAM 3 |  | RAM 3 |  | RAM 3 |  | ROM 0 | ROM 7 |
|  | 49151 32768 | RAM 2 |  | RAM 2 |  | RAM 6 |  | RAM 2 |  | RAM 2 |  | RAM 2 |  | RAM 2 |  | RAM 2 |  |       |       |
|  | 32767 16384 | RAM 1 |  | RAM 1 |  | RAM 5 |  | RAM 3 |  | RAM 4 |  | RAM 5 |  | RAM 6 |  | RAM 7 |  |       |       |
|  | 16383 0     | RAM 0 |  | RAM 0 |  | RAM 4 |  | RAM 0 |  | RAM 0 |  | RAM 0 |  | RAM 0 |  | RAM 0 |  | ROM D |       |

Ke stránkování paměti je použity porty 7Fxx a DFxx (šestnáctkově). Port DFxx slouží k nastavení čísla stránky připojované do paměťového prostoru od 49152 do 65535. Význam jednotlivých bitů hodnoty odeslané na port 7Fxx je následující:
| 7 | 6 | 5 | 4                | 3                                        | 2                     | 1                           | 0                           |
| 1 | 0 |   | řízení přerušení | připojení ROM do prostoru 49152 až 65535 | připojení ROM D       | nastavení grafického režimu | nastavení grafického režimu |
| 1 | 1 |   |                  |                                          | výběr konfigurace RAM | výběr konfigurace RAM       | výběr konfigurace RAM       |

Videopaměť může být umístěna kdekoliv v bloku paměti tvořeném stránkami RAM 0 - RAM 3.

### Nastavení barvy okraje a barevné palety
Nastavení barvy k příslušnému barevnému indexu a nastavení barvy okraje se provádí pomocí portu 7Fxx (stejný port jako pro stránkování paměti a výběr grafického režimu).
| 7 | 6 | 5 | 4                                                                      | 3 | 2 | 1 | 0 |
| 0 | 0 |   | 0 - nastavení barvy barevnému indexu 1 - nastavení barvy okraje obrazu | při bit 4 = 0: výběr nastavovaného barevného indexu při bit 4 = 1: při volbě barvy okraje ne hodnotě nezáleží | při bit 4 = 0: výběr nastavovaného barevného indexu při bit 4 = 1: při volbě barvy okraje ne hodnotě nezáleží | při bit 4 = 0: výběr nastavovaného barevného indexu při bit 4 = 1: při volbě barvy okraje ne hodnotě nezáleží | při bit 4 = 0: výběr nastavovaného barevného indexu při bit 4 = 1: při volbě barvy okraje ne hodnotě nezáleží |
| 0 | 1 |   | přiřazení barvy nastavenému barevnému indexu, resp. okraji obrazu      | přiřazení barvy nastavenému barevnému indexu, resp. okraji obrazu                                             | přiřazení barvy nastavenému barevnému indexu, resp. okraji obrazu                                             | přiřazení barvy nastavenému barevnému indexu, resp. okraji obrazu                                             | přiřazení barvy nastavenému barevnému indexu, resp. okraji obrazu                                             |

### Používané porty
Podobně jako většina osmibitových počítačů, Amstrad CPC 6128 má neúplně dekódované porty pro přístup k perifériím. Počítač bez připojených dalších periférií sám o sobě využívá následující porty:
| šestnáctkově        | dekódování        | význam                                                                    |
| 7Fxx                | 01xxxxxx xxxxxxxx | stránkování paměti, nastavení grafického režimu, nastavení barevné palety |
| BCxx - BFxx         | x0xxxxAA xxxxxxxx | ovládání generátoru obrazu                                                |
| DFxx                | xx0xxxxx xxxxxxxx | stránkování paměti                                                        |
| EFxx                | xxx0xxxx xxxxxxxx | paralelní port                                                            |
| F4xx - F7xx         | xxxx0xAA xxxxxxxx | klávesnice, magnetofon, zvuk                                              |
| F8FF                |                   | programový reset periférií                                                |
| FA7E                | xxxxx0x0 0xxxxxxx | spouštění motorů disketových jednotek                                     |
| FB7E                | xxxxx0x1 0xxxxxx0 | stavový registr disketového řadiče                                        |
| FB7F                | xxxxx0x1 0xxxxxx1 | datový registr disketového řadiče                                         |
| FADC-FADF FBDC-FBDF |                   | rezervováno pro sériový interface Amstrad Serial Interface                |

Pozn.: bity označené jako AA určují konkrétní port z daného rozsahu.
Rozšířené registry hardware počítače 6128plus nejsou mapovány na porty, ale do paměťového prostoru do oblasti od adresy 32768 do adresy 49151.